# Luis Espíndola Morales
Luis Espíndola Morales (originario de San Juan del Río, Querétaro, 27 de febrero de 1983) Jurista electoral y académico, especialista en Derecho Constitucional y Procesos Constitucionales. Actualmente es magistrado presidente de la Sala Regional Especializada del Tribunal Electoral del Poder Judicial de la Federación. 
En 2025, participó como candidato a Magistrado de Sala Superior del TEPJF, en el Proceso Electoral Extraordinario para la elección de diversos cargos del Poder Judicial de la Federación 2024-2025, obteniendo 584,607 votos. 

## Reseña biográfica
Licenciado en Derecho por la Universidad Autónoma de Querétaro, Campus San Juan del Río, especialista en Derecho Constitucional y Procesos Constitucionales por la Universidad Castilla-La Mancha, Toledo, España y Maestro en Derecho Procesal Constitucional con mención honorífica por la Universidad Panamericana, Campus CDMX. Cursó el máster en Derechos Fundamentales, así como los diplomados en Derechos Humanos, Igualdad De Género y Derecho Electoral, el diplomado en la Aplicación Judicial del Bloque de Constitucionalidad a partir de la Reforma en Derechos Humanos de junio de 2011 y el Diplomado en Derecho Electoral. Actualmente realiza estudios de doctorado en Derecho en la Universidad Panamericana, Campus CDMX. 
Su actividad profesional en el Poder Judicial de la Federación inició como profesional operativo, secretario auxiliar y secretario de estudio y cuenta en la Sala Regional Toluca. En 2013, se desempeñó como secretario de estudio y cuenta en Sala Regional Guadalajara, del  mismoTribunal Electoral del Poder Judicial de la Federación y en 2014 fue secretario de acuerdos y proyectista en el Tribunal Electoral del Estado de Querétaro.
En la  FEPADE, ahora FISEL, de la Fiscalía General de la República (antes PGR), lo designaron director general adjunto en la Dirección General Jurídica; institución en la que encabezó y coordinó diversos despliegues ministeriales con el objetivo de prevenir, perseguir e investigar la probable comisión de delitos electorales y garantizar la legalidad de los comicios.
Fue consejero electoral en el Instituto Electoral del Estado de Querétaro, presidió las comisiones Jurídica y de Transparencia y Acceso a la Información Pública en donde tuvo la oportunidad de encaminar instrumentos institucionales como la Guía Básica del Instituto Electoral del Estado de Querétaro,  así como el "Protectómetro de Datos Personales" además, impulsó el proyecto denominado “Jornadas de derecho electoral” encaminado a llevar capacitación a un poco más de cuatro mil personas en los diversos temas jurídico-electorales en el estado. 
El 14 de septiembre de 2020 con 86 votos a favor y en un proceso de votación por cédula, el pleno del Senado de la República lo nombró Magistrado integrante de la Sala Regional Especializada del TEPJF,  originalmente designado para el periodo del 13 de septiembre del 2029, sin embargo, con la Reforma Judicial del 2024, desempeñará su cargo hasta el 31 de agosto de 2025. Previo a su designación postuló su trabajo a través de tres ejes generales; a) fortalecer la rendición de cuentas a partir de la discusión de las sentencias; b) el combate eficaz a la violencia política contra las mujeres; y c) la maximización de las libertades fundamentales así como la cultura digital. Se comprometió a contribuir a que la Sala camine hacia nuevos criterios que permitan el desarrollo de las libertades y los derechos de la ciudadanía en una interacción abierta, plural y permanente entre sociedad y juzgadores.
El 11 de julio de 2023, recibió el reconocimiento internacional en la categoría ABOGADO MAGISTRADO DEL AÑO por su trayectoria profesional en el marco del LXIII Aniversario del día del Abogado en el Senado de la República, por parte de la Federación Iberoamericana de Abogados, A.C.(FIA) y la Organización Internacional de Magistrados y Jueces A.C., (ORIMAJA). 

## Sentencias y criterios relevantes
Su trabajo en la Sala Especializada se ha identificado por la protección a los derechos y la búsqueda de medidas de reparación integral. 
A continuación algunas de las sentencias más relevantes:
| Expediente       | Motivo de la denuncia | Resolución |
| SRE-PSC-12/2020  | Incumplimiento en la transmisión de la pauta ordenada por el INE, correspondiente a distintos periodos ordinarios, por parte de diversas emisoras de la concesionaria Cadena Tres. | Se impusieron sanciones económicas y se dictaron medidas de reparación integral, por acreditarse el incumplimiento de transmitir la pauta ordenada por el Instituto Nacional Electoral, correspondiente a distintos períodos ordinarios, lo cual vulneró el modelo de comunicación política. |
| SRE-PSC-26/2020  | Vulneración del interés superior de la niñez por la difusión de imágenes de niñas, niños y adolescentes en la cuenta de Facebook un candidato a diputado federal, sin cumplir con los lineamientos del INE. | Se impusieron sanciones económicas, se dictaron medidas de reparación integral y de no repetición con un enfoque de perspectiva intercultural, atendiendo contexto cultural, social, histórico y lingüístico de la región |
| SRE-PSC-108/2021 | Vulneración de los principios de equidad e imparcialidad en las contiendas electorales de San Luis Potosí y de Nuevo León, con los pronunciamientos realizados en las conferencias matutinas. | Se dictaron medidas de no repetición y se ordenó a la Coordinación General de Comunicación Social y Vocería de la Presidencia de la República la publicación, durante 5 días naturales, del extracto de la sentencia y la eliminación del video de la conferencia del 11 de mayo en la que se realizan los pronunciamientos denunciados. |
| SRE-PSC-52/2021  | Vulneración a la veda electoral | Por la difusión de diversas publicaciones en la red social Twitter, dentro de los procesos electorales en Coahuila e Hidalgo. |
| SRE-PSC-123/2021 | Uso indebido de la pauta, por difusión en radio y televisión de diversos promocionales con contenido discriminatorio, así como la vulneración a las reglas sobre la emisión de propaganda con igual contenido en el perfil de Facebook del Partido Encuentro Solidario. | Se impuso una multa al partido político y se ordenó a su presidente nacional y todas las personas de ese partido involucradas en la elaboración y difusión de los spots, tomar un curso en materia de violencia contra las mujeres en razón de su género y no discriminación. |
| SRE-PSC-175-2021 | El Partido Acción Nacional presentó una queja por la difusión de diversos mensajes en una cuenta de Twitter con expresiones encaminadas a confundir e influir en la opinión de la ciudadanía, respecto a la consulta popular, así como de la contratación de propaganda en radio para influir en la preferencia de la ciudadanía.                                                                                         | Se determinó inexistente la infracción consistente en la contravención a las normas sobre propaganda de la consulta popular, como consecuencia de la publicación de un vídeo en la cuenta de Twitter del presidente del Sistema Público de Radiodifusión del Estado Mexicano. |
| SRE-PSC-34-2022  | Se vulneró el periodo de veda electoral durante el pasado proceso electoral federal 2020-2021, atribuida al Partido Verde Ecologista de México y a diversas personas conocidas como influencers. | Se impuso una sanción al Partido Político consistente en la reducción del 25% de su financiamiento anual, además, de la multa a 76 personas por la vulneración al periodo de veda electoral. |
| SRE-PSC-34-2022  | Se vulneró el periodo de veda electoral durante el pasado proceso electoral federal 2020-2021, atribuida al Partido Verde Ecologista de México y a diversas personas conocidas como influencers. | Se impuso una sanción al Partido Político consistente en la reducción del 25% de su financiamiento anual, además, de la multa a 76 personas por la vulneración al periodo de veda electoral. |
| SRE-PSC-94-2022  | Candidata a Diputada Federal denunció Violencia Política en su perjuicio, derivado de la difusión de diversas publicaciones, imágenes y videos en un medio noticioso digital y en la red social de Facebook, los cuales la sexualizan y la descalifican como candidata por el hecho de ser mujer. | Se determinó la existencia de violencia política contra las mujeres en razón de género atribuida a diversas concesionarias y personas a lo que se impusieron diversas sanciones, entre ellas medidas de reparación y garantías de no repetición. Dicho criterio fue confirmado por Sala Superior y dio origen a la Tesis IV/2002. |
| SRE-PSC-94-2022  | Candidata a Diputada Federal denunció Violencia Política en su perjuicio, derivado de la difusión de diversas publicaciones, imágenes y videos en un medio noticioso digital y en la red social de Facebook, los cuales la sexualizan y la descalifican como candidata por el hecho de ser mujer. | Se determinó la existencia de violencia política contra las mujeres en razón de género atribuida a diversas concesionarias y personas a lo que se impusieron diversas sanciones, entre ellas medidas de reparación y garantías de no repetición. Dicho criterio fue confirmado por Sala Superior y dio origen a la Tesis IV/2002. |
| SRE-PSC-50-2022  | Se denunciaron diversos actos de Violencia Política de Género en contra de una Diputada Federal, derivado de la publicación de mensajes en la red social Twitter por parte de un Diputado Federal. | Se resolvió que Gabriel Ricardo Quadri de la Torre debe permanecer inscrito, dos años con nueve meses, en el Registro Nacional de Personas Sancionadas en Materia de Violencia Política contra las Mujeres en Razón de Género del Instituto Nacional Electoral. |
| SRE-PSC-15/2023  | Vista ordenada por la DEPPP del INE por el posible incumplimiento de Total Play telecomunicaciones, S.A. de C.V, de transmitir las pautas conforme a lo aprobado por la autoridad administrativa electoral para la localidad de Pachuca de Soto, Hidalgo en el periodo comprendido por la campaña, veda y jornada electoral del proceso electoral local en la referida entidad, así como en el periodo ordinario de 2022. | Se declara la existencia del incumplimiento de retransmitir las pautas de proceso electoral y del periodo ordinario (primer y segundo semestre) de 2022 que aprobó el INE para Pachuca de Soto, Hidalgo, por parte de Total Play. |
| SRE-PSC-47/2023  | Diputadas y exdiputadas federales del PRI sufrieron VPMG, derivado de publicaciones en diversos medios de comunicación, relacionadas con las manifestaciones de la gobernadora de Campeche en el programa “Martes del Jaguar”. | La Sala concluyó que se cometió VPMG, esto porque las publicaciones en redes sociales, relacionadas con las expresiones de la Gobernadora, en su programa, contienen violencia sexual, simbólica, verbal, mediática, digital y psicológica, que afecto su dignidad, al demeritar su desempeño legislativo, inteligencia y capacidades, al estereotiparlas por el sometimiento a una figura masculina a través de diversas imágenes que referían que sus logros y carrera se debían a dicha persona. Se ordenó la inscripción de las personas infractoras en el Registro Nacional de Personas Sancionadas en materia de VPMG durante periodos que van desde los 6 meses hasta los 4 años y medio, de conformidad con las particularidades de las conductas desplegadas y la calidad de las personas que cometieron la infracción. |
| SRE-PSC-92/2023  | Se denuncio actos anticipados de campaña atribuidas a Claudia Sheinbaum y a MORENA, con motivo de la elaboración y difusión de un material audiovisual en el que se contenía la canción Ya Convéncete, en Facebook y Twitter. | Se determinó la inexistencia de actos anticipados de campaña y la omisión al deber de cuidado atribuidas a Claudia Sheinbaum y a MORENA, lo anterior, porque del análisis realizado se observa que ambos, se deslindaron de manera oportuna de la difusión del video denunciado; asimismo no se acreditó algún nexo o afiliación política ni de relación laboral o de cualquier tipo de contratación, entre el autor de la canción, Horacio Palencia, y la administradora de la cuenta de Facebook involucrada, Marcela Balleza. |
| SRE-PSC-19/2024  | Reunión de militantes panistas en el WTC (inexistente). | La inexistencia de las infracciones[2] denunciadas con motivo del evento Cambiemos México ¡SÍ HAY DE OTRA!, las publicaciones en redes sociales y los promocionales SÍ HAY DE OTRA y SÍ HAY DE OTRA V2. |
| SRE-PSC-183/2024 | Se denunció la colocación de anuncios espectaculares que publicitaban una revista en la que se difundía un libro sobre Claudia Sheinbaum. | Son inexistentes los actos anticipados de precampaña y campaña, promoción personalizada, uso indebido de recursos y vulneración al principio de neutralidad y equidad en la contienda, por la colocación de espectaculares sobre revista donde se publicitaba un libro de Claudia Sheinbaum. |
| SRE-PSD-89/2024  | Se denunció un evento proselitista con la intención de beneficiar a Maki Ortiz y Eugenio Hernández, vulnerando los principios de equidad en la contienda. | Se determinó la existencia de coacción al voto por parte de la Federación de Trabajadores de Reynosa. |
| SRE-PSC-533/2024 | Se denunció a Samuel García y a quien resultara responsable por la presunta vulneración a los principios de neutralidad, imparcialidad y equidad en la contienda, derivado de distintas publicaciones que realizó en su perfil de la red social Instagram. | Se determinó la existencia de vulneración a los principios de imparcialidad, neutralidad y equidad en la contienda, así como un uso indebido de recursos públicos, atribuidas a Samuel Alejandro García Sepúlveda, así como la existencia de un beneficio indebido a favor de Jorge Álvarez Máynez. |
| SRE-PSC-22/2025  | Denuncia por la presunta comisión de conductas constitutivas de VPMG, en el marco de la conmemoración del CCXI Aniversario de la Gesta Heroica “Rompimiento del sitio de Cuautla, Morelos”. | Se determinó la existencia de VPG cometida por parte de Cuauhtémoc Blanco. |

## Actividad docente y académica
Incursionó como docente en 2015 impartió la asignatura Derecho Constitucional, Derecho Procesal Constitucional y Temas Selectos de Derecho Procesal Constitucional a nivel licenciatura en la Facultad de Derecho de la Barra Nacional de Abogados. Además, ha dictado las materias de Teoría de la prueba, Derechos Fundamentales, Derecho Procesal Constitucional y Teoría del Juicio de Amparo en la Facultad de Derecho de la Universidad Autónoma de Querétaro, mientras que a nivel posgrado su cátedra ha sido sobre Argumentación Jurídica.
En la Universidad Nacional Autónoma de México ha instruido en las materias Regímenes Constitucionales Contemporáneos y Federalismo, Relaciones Intergubernamentales y Regímenes Constitucionales Contemporáneos como parte del programa de posgrado en la Facultad de Derecho, así como el módulo “Derecho electoral: instituciones y derechos políticos electorales” en el Diplomado de Derecho para no Juristas que imparte el Instituto de Investigaciones Jurídicas (UNAM).
En el Tecnológico de Monterrey, Campus Ciudad de México, desde enero de 2024 ha impartido la cátedra Controles Constitucionales I y II a nivel licenciatura.

## Participación editorial
Ha participado como autor, coautor, coordinador numerosos capítulos de libros, ensayos, artículos especializados y de opinión, entre los que se destacan:
- Coautor de "Juicio para la Protección de los Derechos Político-Electorales del Ciudadano. Competencia de Sala Regional", con Santiago Nieto Castillo, Ed. Porrúa, México, 2012.
- Autor de las voces "Derechos políticos", "Derechos políticos Jurisprudencia Interamericana", "Derechos Políticos Jurisprudencia Europea" como parte de obra colectiva Diccionario de Derecho Procesal Constitucional. (Tomo I) Ferrer, Martínez, Figueroa (Coords.) Ed. IIJUNAM. (pág. 572). -CJF
- Coautor del artículo "El control de Convencionalidad por la Sala Regional Toluca del Tribunal Electoral del Poder Judicial de la Federación" con Santiago Nieto Castillo, en la obra "El control difuso de Convencionalidad. Diálogo entre la Corte Interamericana de Derechos Humanos y los Jueces Nacionales". Eduardo Ferrer Mac-Gregor (coord.) Editorial FUNDAP.
- Autor del libro "Ilegalización de partidos políticos Necesidad de regulación en México". Editado por Tirant lo Blanch, México 2018.
- Coordinador del libro "Diálogos Democráticos" con Rogelio Flores y autor de "La interpretación judicial de la reelección a partir de la reforma constitucional 2014" Ed. Instituto de Estudios Constitucionales del Estado de Querétaro e Instituto Electoral del Estado de Querétaro, 2019.
- Autor del ensayo "La deconstrucción de los derechos políticos. Una aproximación" como parte de la obra, Estado Constitucional y democrático de derecho: retos para nuestro siglo, Lic. Roberto Loyola Vera (coord.), Querétaro 2015.
- Coautor de "Delimitación entre el derecho a la información y la privacidad en redes sociales" con María Pérez Cepeda, como parte de la obra Derechos Humanos en el marco electoral de transparencia y acceso a la información pública. Gerardo Romero Altamirano y Gabriela Aguado Romero (coord.) Editorial Porrúa, 2018.
- Autor del ensayo "La protección de los derechos políticos de las personas con discapacidad" en la obra Desafíos de la democracia incluyente. María Pérez Cepeda y Carlos Rubén Eguiarte Mereles (coord.)
- Coautor del ensayo "Jornadas de derecho electoral" con Viridiana Álvarez González, en la obra La histórica elección de 2018. Estrategias locales. Gerardo Romero Altamirano (coord.) Editorial Porrúa.
- Autor del ensayo "Algunas causas y posibles efectos del viraje electoral" como parte de la obra colectiva Monitor democrático 2019. Causas y Efectos Jurídicos del Viraje Electoral Vs la Democracia Pluripartidista en México. Luis Jorge Molina Piñeiro Editor y responsable, 2018.
- Colaboración con las voces: Elecciones, Partidos políticos antisistema e ilegalización de partidos políticos en el Diccionario de Derecho Procesal Constitucional, 1001 voces, en el marco del centenario del primer Tribunal Constitucional. Eduardo Ferrer Mac-Gregor, Giovanni Azael Figueroa, Rogelio Flores, Fabiola Martínez (Coords.) . Ed. IIJUNAM-CJF, 2021.
- Colaboración con el "Artículo Séptimo" en la Ley General en Materia de Delitos Electorales. Comentada. César Astudillo y Gilberto Pablo de Hoyos Koloffon (Coords) Editorial Tirant Lo Blanch CDMX, 2021.
- Coautor del ensayo "Texas vs Johnson. El alcance de un símbolo" con José Miguel Hoyos Ayala, en la obra Cómo deciden los jueces en Estados Unidos ¿Por qué nos interesa en México? Carreón Perea, Manuel Jorge, UBIJUS Editorial SA DE CV, 2021.
- Coautor en el ensayo "El derecho humano a la identidad: algunos retos" con Francisco Martínez Cruz, en la obra Derecho a la Identidad como Derecho Humano. Gerardo Alan Díaz Nieto, Martha Fabiola Larrondo Montes (Coords). Ediciones Navarra, 2021.
- Coautor de "Violencia política de género en redes sociales", con Cristina Viridiana Álvarez González, en la obra Las Redes Sociales y su Impacto en la Democracia, Rosa Martha Gómez Cervantes, José Eugenio Plascencia Zarazúa y Gerardo Romero Altamirano (Coord.) Editorial Tirant Humanidades, Ciudad de México, 2022.
- Coordinador del libro Transparencia y Combate a la Corrupción. Las lecciones de Santiago Nieto Castillo con Julio César Bonilla Gutiérrez y autor del ensayo "Combate a la Corrupción y a la impunidad. Elementos fundamentales para el fortalecimiento de la democracia en México" Editorial Tirant lo Blanch, CDMX, 2022.
- Derecho a la Identidad como Derecho Humano. Gerardo Alan Díaz Nieto, Martha Fabiola Larrondo Montes (Coords). Participación con el ensayo El derecho humano a la identidad: algunos retos. En coautoria con Francisco Martínez Cruz. Ediciones Navarra, 2021. [31]
- Las Redes Sociales y su Impacto en la Democracia. Rosa Martha Gómez Cervantes, José Eugenio Plascencia Zarazúa y Gerardo Romero Altamirano (Coords) Prólogo Magdo. Reyes Rodríguez Mondragón, participación con el artículo Violencia política de género en redes sociales.  En coautoria con Cristina Viridiana Álvarez González. Editorial Tirant Humanidades, ciudad de México, 2022.  [32]
- Manual de Procedimiento Especial Sancionador, Guía Teórica y Práctica. Coordinadores Luis Espíndola Morales, Alejandra Olvera Dorantes y Arturo Heriberto Sanabria Pedraza, prólogo Mónica Aralí Soto Fregoso, editorial Tirant Lo Blanch, Ciudad de México 2024. [33]

Además cuenta diversos artículos, entre los que destacan:
- Rehabilitación del Sufragio. El debate de la Condena Condicional. Luis Efrén Ríos Vega. Nota Introductoria: Luis Espíndola Morales

- Libertad de Expresión y Equidad Electoral. El caso Iridia Salazar. Ignacio Hurtado Gómez. Nota Introductoria: Luis Espíndola Morales
- Suspensión de derechos político-electorales de militantes de un partido político declarado ilegal, en la revista Contexto Electoral.
- El control de convencionalidad. Una aproximación. Revista de la Facultad de Derecho de la UNAM, Tomo LXII, en coautoría con el Dr. Santiago Nieto Castillo,
- La jurisdicción del Tribunal Electoral del Poder Judicial de la Federación en el Procedimiento de Ilegalización de Partidos Políticos. Un tema pendiente. Revista Justicia Electoral, Cuarta Época, Vol. 1, Núm. 11, enero-junio 2013.
- Culpa in vigilando. El caso Estado de México. Revista Mexicana de Derecho Electoral, Número 2, julio-diciembre, 2012.
- Interpretación judicial de las redes sociales. Una aproximación. Revista e-lectores, revista electrónica de la Sala Regional monterrey séptimo número, 2018.
- La protección de los derechos político de las personas con discapacidad, Revista Expresiones. Letras ciudadanas a favor de la democracia, enero 2019.
- Interpretación Judicial de la Libertad de Expresión en las Redes Sociales, revista digital IEEspacio Electoral del IEE de Colima. N.º 1 de mayo de 2020.
- Reforma en materia de Violencia Política de Género. Nuevos Retos, en coautoría con Cristina Viridiana Álvarez González, Revista Digital Expresiones, no. 32 mayo-agosto, 2020. IEEQ.
- Libertad de expresión en redes sociales, alcances, limitaciones y retos en materia electoral. Una aproximación, en coautoría con Viridiana Álvarez González, Revista Quid Iuris, Tercera época, Volumen 1, 2021.
- Violencia simbólica en la violencia política de género. Una aproximación. en coautoría con Carla Elena Solís Echegoyen, Revista Mexicana de Ciencias Penales Vol. 4 Núm. 13 (2021): Género y justicia penal.
- Revista Mexicana de Derecho Electoral, Algunas implicaciones de la propaganda gubernamental en materia electoral. Un contraste aproximativo entre la interpretación legislativa y la judicial. Luis Espíndola Morales y José Miguel Hoyos Ayala, vol. 11, núm. 21, julio-diciembre 2024, p.p. 187-223 e-ISN-2448-7910. IIJ-UNAM.
- Revista Voz y Voto.“Reforma judicial y derechos humanos”. P.p. 20-22. Noviembre 2024. Núm. 381
- Columnista en La Silla Rota. [34]